# Schaunberger Fehde
Die sogenannte Schaunberger Fehde bezog sich auf eine Auseinandersetzung zwischen dem habsburgischen Landesherren Herzog Albrecht III. und Graf Heinrich VII. von Schaunberg; die Fehde dauerte von 1380 bis 1390 und flackerte mit wechselnder Intensität zwischen 1380 und 1383 sowie 1388 und 1390 wieder auf.

## Ausgangslage
Hintergrund waren die unterschiedlichen Machtansprüche zwischen den Habsburgern und den Schaunbergern. Den Schaunbergern war es gelungen, zwischen Traun und Sauwald sowie der Donau und dem Mondseer Land ein geschlossenes Territorium, im Wesentlichen den sogenannten Hausruck, zu erwerben; für dieses Land beanspruchten sie Reichsunmittelbarkeit und die weitgehenden Rechte einer Grafschaft („terra nostra“ = unser Land).
Auf der anderen Seite stehen die habsburgischen Herzöge von Österreich, denen es nicht gelegen sein konnte, wenn sich dieses große Territorium ihrer Landeshoheit entzog oder die Schaunberger andere politische Koalitionen (beispielsweise mit den bayerischen Herzögen, den Bischöfen von Passau oder mit Bamberg) eingingen. Die Stellung des Landesherrn war aber keineswegs gefestigt und so musste durch Zugeständnisse versucht werden, diese mächtige Adelsfamilie auf der eigenen Seite zu halten. Ein Beispiel dafür ist der am 13. Juni 1361 geschlossene Vertrag von Weitra zwischen Herzog Rudolf II. mit den Schaunbergern. Darin nehmen die Schaunberger für ihre fünf Landgerichte (Landgericht Starhemberg mit Wels, Landgericht im Donautal und Traungau mit Linz, Weißenberger Landgericht im Kremstal mit Schwanenstadt, Landgericht Kammer mit Vöcklabruck, Landgericht Marsbach/Tegernbach) den Blutbann als Lehen von den Habsburgern, was den Habsburgern einen gewissen Einfluss sicherte. Zugleich erkannten die Schaunberger die Fiktion des Privilegium maius an, wobei ihnen als Gegenleistung das Recht der weiblichen Erbfolge und das Amt des Hauptmanns ob der Enns zugesprochen wurde. Letzteres konnten sie aber nur zwischen 1369 und 1373 durch Graf Ulrich I. von Schaunberg, zugleich Kämmerer und Ratsherr am herzoglichen Hof, ausüben. Nach Ulrichs Tod war dessen Bruder als sein Amtsnachfolger vorgesehen gewesen, mit Heinrich VI. von Walsee wurde jedoch wieder ein Wallseer zum Hauptmann ob der Enns.
Ein weiteres Problem der Habsburger war die Teilung ihrer Länder nach dem Tod von Rudolf IV.: Dabei erhielt im Vertrag von Neuberg an der Mürz 1379 der jüngere Bruder Herzog Leopold III. die Steiermark, Kärnten, Krain, Tirol, die habsburgischen Vorlande, italienische Gebiete und eine Geldsumme, während der ältere Albrecht III. Österreich ob und unter der Enns, die Herrschaft Steyr, das Salzkammergut und die Grafschaft Neuburg am Inn erhielt. Graf Heinrich von Schaunburg, dessen Verhältnis zu Albrecht III. gespannt war, verbündete sich mit Leopold III. Bald nach dieser Teilung brach die Schaunberger Fehde aus.
Ein Anlass aus Sicht der Schaunberger war, dass 1379 die Habsburger vom Hochstift Bamberg die Herrschaften Frankenburg und Attersee gekauft hatten, obwohl die Schaunberger dafür ein Vorkaufsrecht hatten. Ein habsburgischer Vorwand für die Fehde war die Höhe der Aschacher Maut und ihre Erhebung zu Neuhaus, welche die Schaunberger seit Friedrich Barbarossa zugesprochen erhalten hatten. Vielleicht haben aber auch die erheblichen Schulden der Habsburger bei den Schaunbergern eine Rolle gespielt, denen man sich im Falle eines Sieges entledigen konnte.

## Verlauf
Im Jahr 1380 zog Reinprecht II. von Walsee, seit 1380 Hauptmann ob der Enns, im Auftrag Herzog Albrechts III. mit verschiedenen Söldnerführern gegen Heinrich VII. von Schaunberg. Bereits Herzog Rudolf IV. hatte seinen Gefolgsmann Eberhard V. von Walsee frühzeitig ermuntert, sich auf der nördlichen Seite der Donau und der Burg Schaunberg gegenüber eine Zweitburg (Burg Oberwallsee) zu bauen. Der Schaunberger waren in dieser Auseinandersetzung nur mit den Rosenbergern und deren Ministerialen verbündet, war aber von vielen gegen den Landesherrn ebenfalls aufsässig gestimmten Adeligen und auch eigenen Vasallen im Stich gelassen worden. Neben der Aussicht, später auf der Seite des Siegers zu stehen, spielte vermutlich auch die Tatsache eine Rolle, dass die Schaunberger nach Chronistenberichten furchtbare Bedrücker ihrer Untertanen waren: Ulrich wurde als „großer Leutschinder“ und Heinrich als „der größte Tyrann seiner Zeit“ beschrieben. Auch die Hauptverbündeten des Schaunbergers, die Bayern, hatten schon 1376 mit den Habsburgern ein Abkommen zur Nicht-Einmischung geschlossen.
In den ersten beiden Jahren besetzte der Walseer alle Schaunberger Donauburgen, die Burg Kammer sowie die von den Rosenbergern verteidigte Schaunberger Stadt Eferding. Auch Schloss Peuerbach wurde besetzt und musste ausgeliefert werden (1383 bekam es Heinrich aber als habsburgisches Lehen wieder zurück). Burg Schaunberg und Burg Stauff belagerte Albrecht allerdings drei Jahre vergeblich. Die Burg Neuhaus wurde 1381 ebenso erfolgreich gegen die herzoglichen Truppen verteidigt. Herzog Albrecht III. war nach diesem Waffengang finanziell am Ende, das circa 14 000 Mann starke Heer verschlang Unsummen. Schließlich kam es zu einem Waffenstillstand, bei dem Heinrich das Schiedsgericht der Reichsfürsten in Nürnberg anrief; hier verlor allerdings der Schaunberger, denn das Gericht sprach die Lehensabhängigkeit aus und damit war die Reichsunmittelbarkeit vorerst verloren. Die Herrschaften Attersee und Frankenburg wurde den Habsburgern zugesprochen. Das Schloss Weidenholz erhielt 1386 der Söldnerführer Zacharias Haderer, Feldhauptmann von Herzog Albrecht III., nachdem er diesen Besitz vorher bereits pfandweise innehatte. Die Herrschaft Kammer verblieb zwar den Schaunbergern, Heinrich musste diese Herrschaft aber 1383 den Habsburgern verkaufen. Allerdings erhielt Heinrich VII. die Stadt Eferding 1383 als österreichisches Afterlehen zurück.
1385/86 flammten die Kämpfe wieder auf, als Graf Heinrich am rechten Donauufer gegenüber von Neuhaus den Schaunberger Burgstall als Befestigungsanlage errichten ließ, um Maut zu erheben. Schwierig für den Schaunberger war auch der frühe Tod von Leopold III. im Jahre 1386. Allerdings zwang der Hauptmann ob der Enns mit Hilfe des Passauer Bischofs und der Städte Linz, Wels und Enns den Schaunberger zum Verzicht auf diese Donausperre. Im Jahr 1388 erhielten Wallsee und Habsburg erneut Fehdebriefe von dem Schaunberger, aber zwei Jahre später musste Heinrich von Schaunberg dann endgültig Urfehde schwören.

## Ergebnis
Die Schaunberger mussten als Ergebnis dieser Auseinandersetzung letztendlich die Lehenshoheit der Habsburger anerkennen und die pfandweise besessenen Herrschaften (etwa Burg Riedegg) ohne finanziellen Ausgleich an den Besitzer (beispielsweise das Bistum Passau) zurückgeben. Sie blieben dennoch eines der reichsten Hochadelsgeschlechter in Österreich und konnten noch etwa ein Jahrhundert lang gewisse Vorrechte behaupten, von 1396 bis 1417 hatten sie die gesamte Grafschaft sogar als Lehen des deutschen Königs (aus dem Hause der Luxemburger) inne. Herzog Albrecht erreichte im Zuge dieser Fehde hingegen eine deutliche innenpolitische Stärkung seiner Stellung als Landesfürst und trug damit wesentlich zur Staatswerdung Österreichs bei.